# Mária Ivánka-Budinsky
Mária Ivánka (nascuda el 23 de febrer de 1950), també coneguda com a Mária Ivánka-Budinsky, és una jugadora d'escacs hongaresa que té el títol de la FIDE de Gran Mestra Femenina (WGM).

## Biografia
Ivánka va néixer a Budapest i va jugar als escacs als deu anys per primera vegada i als onze va guanyar el seu primer torneig d'escacs, el Campionat per a noies de primària de Budapest. Als 17 anys, l'any 1967 va guanyar el seu primer títol nacional, el Campionat d'escacs femení d'Hongria. Va guanyar el títol nacional un total de nou vegades. A les Olimpíades d'escacs entre 1969 i 1986 va recollir sis medalles. Va guanyar el títol de Gran Mestra dona el 1978. A la dècada dels setanta, durant l'era dels escacs de dominació soviètica, es va classificar com a una de les millors jugadores del món. Va derrotar la campiona del món vigent, Nona Gaprindaixvili dues vegades en tornejos internacionals. A més de la seva carrera d'escacs, juntament amb el seu marit i entrenador András Budinszky, va criar tres fills. El seu germà va ser actor i director del Teatre Nacional Hongarès, Ivánka Csaba.

## Resultats significatius
- 4 medalles de plata a l'Olimpíada d'escacs (1969, 1978, 1980, 1986)
- 2 medalles de bronze a l'Olimpíada d'escacs (1972, 1982)
- 9 vegades campiona d'Hongria
- 1 cop cocampiona d'Europa
- 3 vegades campiona de Texas
- 1 vegada vencedora a Wijk aan Zee (1971)

## Premis
- Premi Estatal d'Or de l'Esport
- Premi Maróczy

## Publicacions
- Győzelmünk a sakkolimpián (La nostra victòria a l'Olimpíada, 1979)
- Versenyfutás az aranyérmekért (Cursa per les medalles d'or, 1980)
- Ezüstvezér (Reina de plata, 2000)